# بیت‌کوین
بیت‌کوین (به انگلیسی: Bitcoin) (به اختصار: BTC؛ نماد: ₿) یک ارز دیجیتال غیرمتمرکز، بدون بانک مرکزی یا مدیریت واحد است که می‌تواند بدون واسطه، از طریق شبکه‌ی بیت‌کوین به صورتِ همتا به همتا ارسال شود. تراکنش‌ها توسط یک شبکه به صورت رمزنگاری‌شده تأیید می‌شود و در یک دفتر کل توزیع‌شده عمومی به نام زنجیره‌بلوک ثبت و ضبط می‌شوند. این رمزارز در سال ۲۰۰۸ توسط شخص یا گروهی ناشناس با نام ساتوشی ناکاموتو اختراع شد. استفاده از این ارز در سال ۲۰۰۹ پس از انتشار نرم‌افزار متن‌باز آن آغاز شد.
در فرایند استخراج این  رمزارز، به فرد استخراج کننده (ماینر) پاداش بیت‌کوین می‌رسد که می‌توان با استفاده از بیت‌کوین، ارزهای دیگر، محصولات و خدمات را خرید. به دلیل استفاده در تراکنش‌های غیرقانونی، مصرف مقدار زیادی برق در استخراج (و در نتیجه ردپای کربنی)، نوسان قیمت و دزدی از مبادلات فریسیانکا، بیت‌کوین مورد انتقاد قرار گرفته‌است. در گذشته برخی از سرمایه‌گذاران و اقتصاددانان بیت‌کوین را به عنوان یک حباب سوداگرانه توصیف کرده‌اند ولی برخی از آن به عنوان سرمایه‌گذاری استفاده کرده‌اند. چندین آژانس نظارتی هشدارهایی برای سرمایه گذاران در مورد بیت‌کوین صادر کرده‌اند. در سپتامبر ۲۰۲۱، السالوادور رسماً بیت‌کوین را به عنوان ارز قانونی پذیرفت و نخستین کشوری بود که این کار را انجام داد.
کلمه‌ی بیت‌کوین در یک اوراق سفید منتشر شده در ۳۱ اکتبر ۲۰۰۸ تعریف شد. که ترکیبی از بیت و سکه است. هیچ استاندارد واحدی برای نوشتن کلمه بیت‌کوین وجود ندارد. برخی منابع از بیت‌کوین (Bitcoin) با حروف بزرگ برای اشاره به فناوری و شبکه رایانه‌ای و بیت‌کوین (bitcoin) با حروف کوچک برای واحد حساب استفاده می‌کنند. روزنامه وال‌استریت جورنال, و فرهنگ انگلیسی آکسفورد از نوشتن بیت‌کوین با حروف کوچک در همه موارد حمایت می‌کنند. اولین بار ولی در 13 سال پیش در سایت کلمه بیت‌کوین را با حروف بزرگ نوشته شده بود که بعدا در صرافی ها هم به صورت حرف بزرگ نوشته شد. 

## طراحی و نحوه کارکرد

### واحدها و تقسیم‌پذیری
واحد محاسبه سیستم بیت‌کوین bitcoin است. کدهای ارز ایزو ۴۲۱۷ برای نمایش بیت‌کوین BTC و XBT هستند. کاراکتر یونی‌کد آن ₿ است. یک بیت‌کوین به هشت رقم اعشار قابل تقسیم است. واحدهای کوچکتر بیت‌کوین، میلی بیت‌کوین (mBTC) است که برابر با 1⁄1000 bitcoin محسوب می‌شود و واحد ساتوشی (سَت) که کوچک‌ترین تقسیم ممکن است و در ادای احترام به خالق بیت‌کوین نامگذاری شده‌است و برابر 1⁄۱۰۰۰۰۰۰۰۰ (صد میلیونیوم) bitcoin است. به‌طور مثال ۱۰۰٬۰۰۰  ساتوشی معادل یک میلی بیت‌کوین (mBTC) است.

### زنجیره‌بلوک

ساختار داده بلوک‌ها در دفتر کل.

زنجیره‌بلوک یک دفتر کل عمومی است که تراکنش‌های بیت‌کوین را ثبت و ضبط می‌کند. زنجیره‌بلوک به صورت زنجیره ای از بلوک‌ها اجرا می‌شود که هر بلوک حاوی هش بلوک پیشین تا بلوک نخستین است. شبکه‌ای از گره‌های ارتباطی که نرم‌افزار بیت‌کوین را اجرا می‌کنند، زنجیره‌بلوک را حفظ می‌کنند. برای نمونه پرداخت‌کننده X، با استفاده از برنامه‌های نرم‌افزاری در دسترس در این شبکه، بیت‌کوین‌های Y را به گیرنده Z منتشر می‌دهد.
گره‌های شبکه می‌توانند تراکنش‌ها را اعتبارسنجی کنند، آن‌ها را به کپی دفتر خود اضافه کنند، و سپس برخی از تراکنش‌ها که اضافی هستند را به گره‌های دیگر پخش کنند. برای دستیابی به تأیید مستقل زنجیره‌ی مالکیت، هر گره شبکه کپی خود از زنجیره‌بلوک را ذخیره می‌کند. در فواصل زمانی مختلف به‌طور متوسط هر ۱۰ دقیقه، گروه جدیدی از تراکنش‌های پذیرفته‌شده به نام بلوک ایجاد می‌شود، به زنجیره بلوک افزوده می‌شود و به سرعت در همه گره‌ها منتشر می‌شود، تمام این فرایند بدون نیاز به نظارت مرکزی است. این به نرم‌افزار بیت‌کوین اجازه می‌دهد تا تعیین کند که یک بیت‌کوین خاص چه زمانی خرج شده، که برای جلوگیری از دوبار خرج کردن لازم است. یک دفتر کل معمولی، نقل و انتقالات واقعی صورت حساب‌ها یا سفته‌هایی را که جدا از آن وجود دارد، ثبت می‌کند، اما زنجیره‌بلوک تنها جایی است که می‌توان گفت بیت‌کوین‌ها در قالب تراکنش‌های خرج نشده وجود دارند.
بلوک‌های فردی، آدرس‌های عمومی و تراکنش‌های درون بلوک‌ها را می‌توان با استفاده از کاوشگر زنجیره بلوک بررسی کرد.

### تراکنش‌ها
تراکنش‌ها با استفاده از زبان برنامه‌نویسی شبیه به فورث تعریف می‌شوند.:ch. 5 معاملات از یک یا چند ورودی و یک یا چند خروجی تشکیل شده‌ است. هنگامی که یک کاربر بیت‌کوین ارسال می‌کند، کاربر هر آدرس و مقدار بیت‌کوین ارسال شده به آن آدرس را در یک خروجی مشخص می‌کند. برای جلوگیری از دوبار خرج کردن بیت‌کوین، هر ورودی باید به خروجی خرج نشده قبلی در زنجیره‌بلوک اشاره کند. از آنجایی که تراکنش‌ها می‌توانند چندین خروجی داشته باشند، کاربران می‌توانند بیت‌کوین‌ها را در یک تراکنش برای چندین گیرنده بفرستند. همان‌طور که در یک تراکنش نقدی، مجموع ورودی‌ها (سکه‌هایی که برای پرداخت استفاده می‌شود) می‌تواند از مجموع پرداخت‌های مورد نظر بیشتر شود. در چنین حالتی، یک خروجی دیگر برای تتمه‌ی پول بکار می‌رود.

### مالکیت

یک مثال از زنجیره‌ی مالکیت. در عمل، یک تراکنش می‌تواند بیش از یک ورودی و بیش از یک خروجی داشته باشد.

در زنجیره‌بلوک، بیت‌کوین‌ها در آدرس‌های بیت‌کوین ثبت می‌شوند. برای ساخت یک آدرس بیت‌کوین، انتخاب یک کلید خصوصی معتبر تصادفی و محاسبه آدرس بیت‌کوین مرتبط نیاز است که می‌توان در یک لحظه انجام داد. اما برعکس، محاسبه کلید خصوصی یک آدرس بیت‌کوین معین، عملاً غیرممکن است.: ch. 4  کاربران می‌توانند به دیگران بگویند یا یک آدرس بیت‌کوین را بدون به خطر انداختن کلید خصوصی مرتبط آن، عمومی کنند. علاوه بر این، تعداد کلیدهای خصوصی معتبر به قدری زیاد است که بعید است کسی یک جفت کلید را محاسبه کند که از قبل در حال استفاده است و دارای بودجه است. برای اینکه فرد بتواند بیت‌کوین‌های خود را خرج کند، مالک باید رمزنگاری کلید عمومی مرتبط را بداند و تراکنش را به صورت دیجیتالی امضا کند. شبکه با استفاده از رمزنگاری کلید عمومی امضا را تأیید می‌کند. کلید خصوصی هرگز فاش نمی‌شود.
اگر کلید خصوصی گم شود، شبکه‌ی بیت‌کوین هیچ مدرک دیگری از مالکیت را تشخیص نخواهد داد؛ سپس سکه‌ها غیرقابل استفاده هستند و به‌طور مؤثر گم می‌شوند. به عنوان مثال، در سال ۲۰۱۳ یکی از کاربران ادعا کرد که ۷۵۰۰ بیت‌کوین به ارزش ۷٫۵ میلیون دلار که داخل یک هارد دیسک حاوی کلید خصوصی بود، را به‌طور اتفاقی دور انداخته‌است. اعتقاد بر این است که حدود ۲۰ درصد از کل بیت‌کوین‌ها از بین می‌روند که ارزش بازار آن‌ها در ژوئیه ۲۰۱۸ حدود ۲۰ میلیارد دلار است.

### امنیت
برای اطمینان از امنیت بیت‌کوین، کلید خصوصی باید مخفی بماند.: ch. 10  اگر کلید خصوصی برای شخص ثالث فاش شود، به عنوان مثال، از طریق نقض اطلاعات، شخص ثالث می‌تواند از آن برای سرقت هر بیت‌کوین مرتبط استفاده کند. تا دسامبر ۲۰۱۷، حدود ۹۸۰۰۰۰ بیت‌کوین از صرافی‌های ارزهای دیجیتال به سرقت رفته‌است.
در شبکه‌ی بیت‌کوین، با هر بیت‌کوین به‌طور مساوی رفتار می‌شود و از قابلیت تعویض اولیه اطمینان حاصل می‌شود. با این حال، کاربران و برنامه‌ها می‌توانند بین بیت‌کوین‌ها تفاوت قائل شوند. در حالی که کیف پول‌ها و نرم‌افزارها با همه بیت‌کوین‌ها یکسان برخورد می‌کنند، تاریخچه تراکنش هر بیت‌کوین در زنجیره‌بلوک ثبت می‌شود. این سابقه عمومی امکان تجزیه و تحلیل زنجیره ای را فراهم می‌کند تا جایی که کاربران می‌توانند بیت‌کوین‌ها را از منابع بحث‌برانگیز شناسایی و به‌طور بالقوه رد کنند.[۷۹] برای نمونه، در سال ۲۰۱۲، Mt. Gox حساب‌های حاوی نوعی بیت‌کوین‌ها را مسدود کرد چرا که به‌عنوان سرقت‌شده شناسایی شده بودند.

## استخراج

نمودار نیمه لگاریتمی سختی نسبی استخراج

استخراج یا ماینینگ (به انگلیسی: Mining) یک سرویس ثبت سوابق است که از طریق استفاده از قدرت پردازش کامپیوتری انجام می‌شود. استخراج کنندگان با گروه‌بندی مکرر تراکنش‌ها در یک بلوک، شبکه زنجیره‌بلوک را ثابت، کامل و غیرقابل تغییر نگه می‌دارند، که سپس تراکنش‌ها به شبکه پخش می‌شود و توسط گره‌های گیرنده تأیید می‌شود. هر بلوک حاوی یک تابع هش رمزی اس‌اچ‌ای-۲ از بلوک قبلی است، بنابراین هر بلوک به بلوک قبلی پیوند داده می‌شود و در مجموع این شبکه زنجیره‌بلوک نام دارد.
برای پذیرفته شدن توسط بقیه شبکه، یک بلوک جدید باید حاوی الگوریتم اثبات کار (PoW) باشد. الگوریتم اثبات کار استخراج کننده‌ها را ملزم می‌کند تا عددی به نام تک‌بار (رمزنگاری نانس) را پیدا کنند (عددی که یک بار استفاده می‌شود)، به طوری که وقتی محتوای بلوک همراه با تک‌بار هش می‌شود، نتیجه از نظر عددی کوچک‌تر از هدف دشواری شبکه باشد. تأیید این اثبات برای هر گره در شبکه آسان است، اما تولید آن بسیار زمان بر است، همان‌طور که برای یک هش رمزنگاری ایمن، استخراج کننده‌ها باید مقادیر غیر nonce مختلفی را امتحان کنند (معمولاً دنباله مقادیر آزمایش شده اعداد حسابی است: ۰، ۱، ۲، ۳ و…). از آنجایی که هدف دشواری در مقایسه با هش معمولی بسیار کوچک است، هش‌های بلاک دارای صفرهای اصلی هستند.همان‌طور که در این مثال هش بلوک دیده می‌شود:
0000000000000000000590fc0f3eba193a278534220b2b37e9849e1a770ca959
با تنظیم این هدف دشواری، میزان کار مورد نیاز برای تولید یک بلوک را می‌توان تغییر داد. هر ۲۰۱۶ بلوک (تقریباً ۱۴ روز که تقریباً ۱۰ دقیقه در هر بلوک داده می‌شود)، گره‌ها با هدف حفظ میانگین زمان بین بلوک‌های جدید در ده دقیقه، به‌طور قطعی هدف دشواری را بر اساس نرخ اخیر تولید بلوک تنظیم می‌کنند. به این ترتیب سیستم به‌طور خودکار با مقدار کل توان استخراج در شبکه سازگار می‌شود. تا سپتامبر ۲۰۲۱، به‌طور متوسط ۷۹ هزار میلیارد میلیارد تلاش برای ایجاد هش بلاک کمتر از هدف دشواری نیاز است. محاسبات با این بزرگی بسیار گران هستند و از سخت‌افزارهای تخصصی استفاده می‌کنند.
سیستم اثبات کار، در کنار زنجیره‌بندی بلوک‌ها، تغییرات زنجیره‌بلوک را بسیار سخت می‌کند، زیرا مهاجم باید تمام بلوک‌های بعدی را اصلاح کند تا تغییرات یک بلوک پذیرفته شود.. همان‌طور که بلوک‌های جدید همیشه استخراج می‌شوند، دشواری اصلاح یک بلوک با گذشت زمان افزایش می‌یابد و تعداد بلوک‌های بعدی (که تأیید بلوک داده‌شده نیز نامیده می‌شود) افزایش می‌یابد.

## عرضه

کل بیت‌کوین در گردش.

استخراج کننده ای که بلاک جدیدی را پیدا می‌کند، از طرف شبکه اجازه دارد تا تمام تراکنش‌هایی که در بلوک انجام می‌شود را جمع‌آوری کند و پاداش آن را دریافت کند. در ماه مه ۲۰۲۰، این پاداش در حال حاضر ۶٫۲۵ بیت‌کوین جدید ایجاد شده در هر بلوک است. برای دریافت این پاداش، یک تراکنش ویژه به نام coinbase در بلاک گنجانده شده که به استخراج کننده به عنوان یک گیرنده پرداخت می‌شود. تمام بیت‌کوین‌های موجود از طریق این نوع تراکنش ایجاد شده‌اند. پروتکل بیت‌کوین مشخص می‌کند که پاداش اضافه کردن یک بلوک در هر ۲۱۰۰۰۰ بلاک (تقریباً هر چهار سال) به نصف کاهش می‌یابد. در نهایت، پاداش به صفر می‌رسد و سقف ۲۱ میلیون بیت‌کوین در سال ۲۱۴۰ به پایان می‌رسد (که عدد دقیق تر ۲۰۹۹۹۹۹۹٫۹۷۶۹ بیت‌کوین است). پس از آن، ثبت سوابق فقط با کارمزد معامله پاداش داده می‌شود.
تا آخر ژانویه ۲۰۲۳، بیش از ۱۹ میلیون بیت‌کوین استخراج شده‌است و تا رسیدن به سقف ۲۱ میلیون بیت‌کوین، کمتر از ۲ میلیون واحد باقی مانده‌است.

## غیرمتمرکز
بیت‌کوین یک رمز ارز غیرمتمرکز است:
- هیچ نهادی بیت‌کوین را کنترل نمی کند.[۴]
- شبکه‌ی بیت‌کوین همتا به همتا است، [۲۶] بدون سرور مرکزی.
- شبکه فاقد حافظه مرکزی است که دفتر کل (زنجیره‌بلوک) بیت‌کوین را توزیع می‌کند.
- دفتر کل عمومی است. هر کسی می‌تواند آن را روی کامپیوتر ذخیره کند.[۱۶]:ch. 1
- هیچ مدیر واحدی وجود ندارد؛ [۴] دفتر کل توسط شبکه ای از استخراج کنندگان دارای امتیاز یکسان نگهداری می‌شود.[۱۶]:ch. 1
- هر کسی می‌تواند شروع به استخراج بیت‌کوین کند.[۱۶]:ch. 1
- برای حفظ رقابت، تراکنش‌های اضافی توسط دفتر کل حفظ می‌شود. تا زمانی که یک بلوک جدید به دفتر کل اضافه نشود، معلوم نیست کدام استخراج کننده بلوک را ایجاد خواهد کرد.[۱۶]:ch. 1
- انتشار بیت‌کوین غیرمتمرکز است. هر کسی که بلوک جدیدی را ایجاد کند، پاداش دریافت می‌کند.[۲۷]
- هر کسی می‌تواند یک آدرس بیت‌کوین جدید (همتای بیت‌کوین یک حساب بانکی) بدون نیاز به تأیید ایجاد کند..[۱۶]:ch. 1
- هر کسی می‌تواند بدون نیاز به تأیید، تراکنش را به شبکه ارسال کند؛ شبکه فقط تأیید می‌کند که تراکنش قانونی است.: 32

گرچه بیت‌کوین می‌تواند مستقیماً از کاربر به کاربر دیگری ارسال شود، اما در عمل از واسطه‌ها برای ارسال بیت‌کوین استفاده می‌شود.:۲۲۰–۲۲۲ استخراج کنندگان کوچک به گروه‌های استخراج کنندگان بزرگ‌تر ملحق می‌شوند تا تنوع درآمد خود را به حداقل برسانند. از آنجایی که تراکنش‌های شبکه توسط استخراج کنندگان تأیید می‌شوند، تمرکززدایی شبکه مستلزم آن است که هیچ استخراج کننده ای یا گروه‌های استخراج کننده، به تنهایی ۵۱ درصد از قدرت هش را به دست نیاورد که اگر قدرت بیشتری بگیرند، می‌توانند سکه‌ها را دوبار خرج کنند، از تأیید تراکنش‌های خاص جلوگیری کنند و مانع کسب درآمد دیگر استخراج کنندگان شوند. در سال ۲۰۱۳ تنها شش گروه استخراج کننده، ۷۵ درصد از کل قدرت هش بیت‌کوین را کنترل می‌کردند. در سال ۲۰۱۴ گروه استخراج کننده Ghash.io پنجاه و یک درصد قدرت هش را به دست آورد که بحث‌های قابل توجهی را در مورد ایمنی شبکه ایجاد کرد.. این گروه به‌طور داوطلبانه قدرت هش خود را روی ۳۹٫۹۹٪ محدود کرد و از دیگر گروه‌ها خواست تا به نفع کل شبکه مسئولانه عمل کنند. در حدود سال ۲۰۱۷، بیش از ۷۰ درصد از قدرت هش و ۹۰ درصد تراکنش‌ها از چین انجام می‌شد.
به گفته محققان، بخش‌های دیگر اکوسیستم نیز «توسط مجموعه کوچکی از نهادها» کنترل می‌شود، به‌ویژه نگهداری از نرم‌افزار مشتری، کیف پول‌های آنلاین و مشتریان تأیید پرداخت ساده (SPV).

## کیف پول
یک کیف پول اطلاعات لازم برای تراکنش بیت‌کوین را ذخیره می‌کند. کیف پول‌ها اغلب به عنوان مکانی برای نگهداری یا ذخیره بیت‌کوین توصیف می‌شوند، به دلیل ماهیت سیستم، بیت‌کوین‌ها از دفتر کل تراکنش‌های زنجیره‌بلوک جدا نیستند. تعریف صحیح تر کیف پول این است که «اطلاعات دیجیتالی موجود در بیت‌کوین شما را ذخیره می‌کند» و به شخص اجازه می‌دهد به آن‌ها دسترسی داشته باشد (و خرج کند)..:ch. 1, glossary بیت‌کوین از رمزنگاری کلید عمومی استفاده می‌کند که در آن دو کلید رمزنگاری، یکی عمومی و دیگری خصوصی، تولید می‌شود. در ابتدایی‌ترین حالت، کیف پول مجموعه‌ای از این کلیدها است.

### کیف پول‌های نرم‌افزاری
نخستین برنامه کیف پول، که به سادگی بیت‌کوین نامیده می‌شود، و گاهی به عنوان کلاینت ساتوشی (Satoshi client) از آن یاد می‌شود، در سال ۲۰۰۹ توسط ساتوشی ناکاموتو به عنوان نرم‌افزار متن‌باز منتشر شد. در نسخه ۰٫۵ نرم‌افزار از جعبه ابزار رابط کاربری wxWidgets به کیوت منتقل شد و کل بسته نرم‌افزاری به عنوان Bitcoin-Qt نامیده شد. پس از انتشار نسخه ۰٫۹، بسته نرم‌افزاری به Bitcoin Core تغییر نام داد تا خود را از شبکه اصلی متمایز کند. نرم‌افزار Bitcoin Core شاید بهترین نرم‌افزار کیف پول رمزارز شناخته شده باشد. نرم‌افزارهای منشعب شده از Bitcoin Core مانند itcoin XT, Bitcoin Unlimited, و Parity Bitcoin نیز وجود دارد.
- کلاینت‌های کامل، تراکنش‌ها را مستقیماً با دانلود یک نسخه کامل از زنجیره‌بلوک تأیید می‌کنند (بیش از ۱۵۰ گیگابایت تا ژانویه ۲۰۱۸). این نوع نرم‌افزارها امن‌ترین و مطمئن‌ترین راه برای استفاده از شبکه هستند، زیرا نیازی به اعتماد به طرف‌های خارجی نیست. کلاینت‌های کامل اعتبار بلوک‌های استخراج‌شده را بررسی می‌کنند و از تراکنش آن‌ها در زنجیره‌ای که قوانین شبکه را می‌شکند یا تغییر می‌دهد جلوگیری می‌کنند..[۱۶]:ch. 1 به دلیل اندازه و پیچیدگی آن، دانلود و تأیید کل زنجیره‌بلوک برای همه دستگاه‌های محاسباتی مناسب نیست.
- کلاینت‌های سبک، از گره‌های کامل برای ارسال و دریافت تراکنش‌ها بدون نیاز به کپی محلی از کل زنجیره‌بلوک استفاده می‌کنند. این امر باعث می‌شود تا کلاینت‌های سبک بسیار سریع‌تر راه‌اندازی شوند و به آنها اجازه می‌دهد در دستگاه‌های کم مصرف و پهنای باند کم مانند تلفن‌های هوشمند استفاده شوند.. با این حال، هنگام استفاده از یک نرم‌افزار کیف پول سبک، کاربر باید به گره‌های کامل اعتماد کند، زیرا می‌تواند مقادیر معیوب را به کاربر گزارش دهد. کلاینت‌های سبک‌وزن طولانی‌ترین زنجیره‌بلوک را دنبال می‌کنند و از معتبر بودن آن اطمینان نمی‌دهند، و نیاز به اعتماد به گره‌های کامل دارند.

خدمات اینترنتی شخص ثالث به نام کیف پول‌های آنلاین یا کیف پول‌های اینترنتی عملکرد مشابهی را ارائه می‌دهند اما ممکن است استفاده از آن آسان‌تر باشد. در این حالت، اعتبار دسترسی به رمزارز به جای اینکه روی سخت‌افزار کاربر باشد، نزد ارائه‌دهنده کیف پول آنلاین ذخیره می‌شود. در نتیجه کاربر باید به ارائه دهنده کیف پول آنلاین اعتماد کامل داشته باشد. یک ارائه دهنده مخرب یا دارای نقض امنیتی در سرور ممکن است باعث سرقت بیت‌کوین‌های سایت ارائه دهنده شود. نمونه ای از چنین نقض امنیتی در سایت کیف پول آنلاین Mt. Gox در سال ۲۰۱۱ رخ داد.

### انبار سرد
نرم‌افزارهای کیف پول به دلیل پتانسیل سودآوری برای سرقت بیت‌کوین مورد هدف هکرها قرار می‌گیرد. تکنیکی به نام «انبار سرد» (Cold storage) کلیدهای خصوصی را از دسترس هکرها دور نگه می‌دارد؛ این کار با آفلاین نگه داشتن کلیدهای خصوصی به‌طور همیشگی انجام می‌شود با تولید آنها در دستگاهی که به اینترنت متصل نیست. اعتبار لازم برای خرج کردن بیت‌کوین را می‌توان به روش‌های مختلف به صورت آفلاین ذخیره کرد، از کیف پول‌های سخت‌افزاری تخصصی گرفته تا چاپ‌های کاغذی ساده کلید خصوصی.:ch. 10

### کیف پول‌های سخت‌افزاری
کیف پول سخت‌افزاری یک ابزار جانبی کامپیوتر است که تراکنش‌ها را به درخواست کاربر امضا می‌کند. این دستگاه‌ها کلیدهای خصوصی را ذخیره می‌کنند و امضا و رمزگذاری را به صورت داخلی انجام می‌دهند، و هیچ اطلاعات حساسی به جز تراکنش‌های امضا شده (و غیرقابل تغییر) با رایانه میزبان را به اشتراک نمی‌گذارند. از آنجا که کیف پول‌های سخت‌افزاری هرگز کلیدهای خصوصی خود را فاش نمی‌کنند، حتی رایانه‌هایی که ممکن است توسط بدافزارها در معرض خطر قرار گیرند، امکان دسترسی یا سرقت آنها را ندارند.:۴۲–۴۵
کاربر هنگام تنظیم کیف پول سخت‌افزاری یک رمز عبور تعیین می‌کند. زیرا کیف پول‌های سخت‌افزاری ضددستکاری‌سازی هستند،: ch. 10  رمز عبور برای استخراج ارز مورد نیاز خواهد بود.

### کیف پول کاغذی
یک کیف پول کاغذی با یک جفت کلید تولید شده روی یک کامپیوتر بدون اتصال به اینترنت ایجاد می‌شود؛ کلید خصوصی بر روی کاغذ نوشته یا چاپ می‌شود و سپس از کامپیوتر پاک می‌شود.: ch. 4  سپس کیف پول کاغذی را می‌توان در یک مکان فیزیکی امن برای بازیابی بعدی ذخیره کرد.:۳۹
کیف پول‌های فیزیکی همچنین می‌توانند به شکل سکه‌های توکن فلزی با کلید خصوصی قابل دسترسی در زیر یک هولوگرام امنیتی باشد. هولوگرام امنیتی هنگامی که از توکن حذف می‌شود، خود تخریب می‌شود و نشان می‌دهد که کلید خصوصی دسترسی یافته‌است. در ابتدا، این توکن‌ها در برنج و سایر فلزات پایه ضرب می‌شدند، اما بعداً با افزایش ارزش و محبوبیت بیت‌کوین از فلزات گرانبها استفاده کردند..:۸۰ سکه‌هایی با ارزش اسمی ذخیره شده تا ۱۰۰۰ پوند به طلا ضرب شده‌است.:102–104 :۸۳

### ETF بیت‌کوین
کلمه ETF مخفف عبارت exchange-traded fund به معنای صندوق قابل معامله بورس است. در این صندوق‌ها دارایی‌هایی مانند سهام، اوراق قرضه، ارز، بدهی، قراردادهای آتی و بورس مشتقه، کالاهایی مانند شمش طلا و نقره برای معامله قرار می‌گیرند. هر صندوق دارای یک مشخصه و شناسنامه است که نوع دارایی و میزان آن بصورت شفاف در اختیار افراد قرار می‌گیرد.
با توجه به این تعریف می‌توان گفت که صندوق‌های معاملاتی بیت‌کوین ETF، مجموعه‌ای از دارایی‌های مرتبط با بیت‌کوین هستند که در صرافی‌ها با هدف معامله عرضه خواهند شد. هدف از تشکیل این صندوق شفافیت و اعتبار بخشیدن به ارز دیجیتال بیت‌کوین و معامله این ارز دیجیتال بدون نیاز به مالکیت است.
صندوق ETF بیت‌کوین در ۱۰ اکتبر ۲۰۲۱ در کمیسیون بورس و اوراق بهادار ایالات متحده اولین بار تصویب شد. در ۱۰ ژانویه ۲۰۲۴ معادل ۲۰ دی ماه ۱۴۰۲ صندوق ETF بیت‌کوین کامل بصورت قطعی به رسمیت شناخته شد.
صندوق‌های ETF بیت‌کوین تصویب شده از قرار زیرند:
- VanEck
- Bitwise
- Fidelity
- Franklin
- Valkyrie
- Hashdex
- Ark Invest
- Grayscale
- BlackRock
- WisdomTree
- Invesco Galaxy

## دیدگاه حقوقی
«پول» بودن، یک جایگاه حقوقی است و پول بودن بیت‌کوین منوط به پذیرش جایگاه حقوقی آن از سوی دولت‌ها است. تاکنون دولت السالوادور بیت‌کوین را به عنوان پول به رسمیت شناخته است و دولت‌های ایالات متحده آمریکا، آلمان و چین بر کالا بودن بیت‌کوین تأکید دارند. بیت‌کوین در نظام حقوقی ژاپن و آلمان کالایی است که می‌تواند به عنوان ابزار پرداخت استفاده شود.

## تاریخچه

### پیدایش
در ۱۸ اوت سال ۲۰۰۸ دامنه اینترنتی به نشانی bitcoin.org ثبت گردید. در ۳۱ اکتبر همان سال، ایمیلی حاوی یک لینک به مقاله ای به نام «بیت‌کوین: سامانه پولی همتا به همتا» که توسط شخصی به نام ساتوشی ناکاموتو نوشته شده بود، در فهرست ایمیل رمزنگاری شده منتشر گردید. ناکاموتو بیت‌کوین را در قالب نرم‌افزار متن‌باز طراحی و در ژانویه ۲۰۰۹ به صورت عمومی منتشر نمود. هویت ناکاموتو همچنان ناشناس باقی مانده‌است.
در سوم ژانویه ۲۰۰۹، زمانی که ناکاموتو نخستین بلوک زنجیره (که به نام «بلوک آفرینش» شناخته می‌شود) را استخراج نمود، شبکه‌ی بیت‌کوین ایجاد شد. دریافت‌کننده نخستین مبادله بیت‌کوین، هال فینی بود، شخصی که نخستین سامانه اثبات مفهوم قابل استفاده مکرر (RPoW) را در سال ۲۰۰۴ طراحی کرده بود.

### سال‌های ۲۰۱۱ و ۲۰۱۲

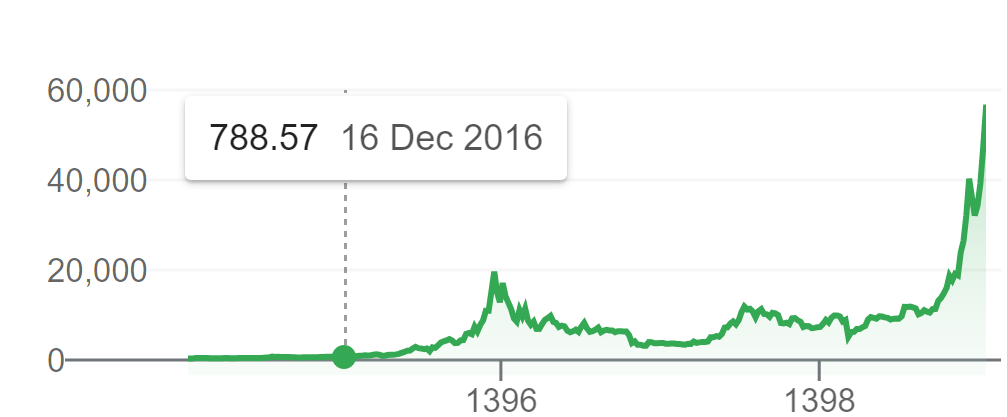
ارزش بیت‌کوین از سال ۲۰۱۶ تا ۲۰۲۱. ارزش یک بیت‌کوین از مقدار ۷۸۹ دلار در ماه دسامبر سال ۲۰۱۶ به حدود ۴۲/۵هزار دلار در دسامبر ۲۰۲۳ رسیده‌است.

پس از نخستین مبادلات برای اثبات مفهوم، نخستین گروه بزرگ از کاربران بیت‌کوین، اعضای بازار سیاه مانند راه ابریشم بودند. در طول مدت سی ماه پس از پیدایش بیت‌کوین، در اوائل سال ۲۰۱۱ میلادی، راه ابریشم تنها بیت‌کوین را به عنوان وسیله پرداخت قبول نمود و نزدیک به ۹٫۹ میلیون بیت‌کوین با ارزشی بالغ بر ۲۱۴ میلیون دلار از این طریق مورد مبادله قرار گرفت.

### پدیدآورنده
هویت پدیدآورنده بیت‌کوین مشخص نیست. گفته می‌شود «ساتوشی ناکاموتو» مخترع بیت‌کوین است. هویت واقعی او هنوز مجهول است؛ اما در سال ۲۰۱۶ یک دانشمند استرالیایی به نام کریگ رایت ادعا کرد که او مخترع بیت‌کوین است. البته بسیاری باور دارند که او یک شخص نیست و بیت‌کوین محصولی از یک گروه برنامه‌نویسی بزرگ است.
مشخصات نخستین بیت‌کوین در سال ۲۰۰۹ توسط ساتوشی ناکاموتو در یک فهرست ایمیل رمزنگاری شده منتشر شد. ناکاموتو پروژه را به اواخر سال ۲۰۱۰ موکول کرد و در سال ۲۰۱۱ هم ایمیلی از سوی ناکاموتو ارسال شد که می‌گفت او دیگر از بیت‌کوین دست کشیده و به سوی پروژه‌های دیگر متمایل شده‌است.
تا به حال افراد بسیاری به عنوان ناکاموتو مطرح شده‌اند که همگی به‌طور رسمی این امر را انکار کرده‌اند. یکی از معروف‌ترین موارد پیرمرد ۶۴ ساله آمریکایی به نام دوریان بود که از سوی هفته‌نامه نیوزویک به عنوان ناکاموتوی اصلی معرفی شد؛
دوریان همه این گزارش‌ها را انکار کرد و گفت هیچ ارتباطی با بیت‌کوین ندارد. دوریان از نیوزویک به علت زیر و رو شدن زندگیش شکایت کرد.
نخستین تراکنش بیت‌کوین از کیف پول ساتوشی برای یک مهندس رمزنگاری آمریکایی به نام هال فینی فرستاده شد که شائبه بسیاری را به وجود آورد. سپس هال فینی با انکار شائبه‌ها اعتراف کرد که با ساتوشی از طریق ایمیل در ارتباط بوده و آن تراکنش را صرفاً برای آزمایش و رفع خطا انجام داده‌اند.
در دسامبر ۲۰۱۵ در تحقیقات مشترک توسط وایرد و گیزمودو گفته شد که ممکن است کریگ رایت مهندس رایانه و بازرگان استرالیایی، مخترع واقعی بیت‌کوین باشد. در تاریخ ۲ مه سال ۲۰۱۶ کریگ رایت ادعا کرد که همان ساتوشی ناکاموتو است. بی‌بی‌سی طبق مقالات منتشر شده توسط وی، توانسته یک پیام را توسط کلید خصوصی مربوط به نخستین تراکنش بیت‌کوین امضا کند. برخی از اعضای برجسته انجمن بیت‌کوین هم ادعای او را تأیید کردند. رایت دلیل افشای هویت واقعی خود را برای حفاظت از حریم شخصی اطرافیانش بیان کرد.
او سپس از اعلام مدارک بیشتر برای اثبات ادعای خود انصراف داد. سه روز پس از این که کریگ رایت ادعا کرد که همان ساتوشی ناکاموتو است، از انظار عمومی پنهان شد. او در وبلاگ خود اعلام کرد که مدرک دیگری برای اثبات ادعای خود نخواهد آورد. رایت با بیان این که ادعاهای خارق‌العاده اثبات‌های خارق‌العاده می‌طلبند، وعده داده بود که دلایل محکمی برای اثبات ادعای خود خواهد آورد؛ اما به جای آن، او همهٔ پست‌های پیشین بلاگ خود را پاک کرد و مطلبی با عنوان «متاسفم» نوشت. او در این پست بیان کرد که اندازه‌ای توانمند نیست که بتواند ادعای خود را اثبات کند. هم چنین از اعضای برجسته انجمن بیت‌کوین که از او حمایت کرده بودند عذرخواهی کرد. او نوشت: «امیدوارم اعتبارشان با کار وی خدشه دار نشود».
اظهارات عمومی او در نگاه اول ثابت‌کننده به نظر می‌رسیدند؛ اما بررسی دقیق مدارک او نشان داد امضایی که او به عنوان امضای ساتوشی ارائه داده بود از یک صفحه وِب کپی شده بود. رایت هم‌اکنون ناپدید شده‌است. بدون اینکه تلاش ساده‌ای برای اثبات ادعای خود کند. درحالی که اقدامات ساده‌ای وجود داشت که رایت از راه آن‌ها می‌توانست ثابت کند ناکاموتو است. در این میان، تنها دستاورد رایت این بود که توجه بسیاری را به خود جلب کرد.
هویت ناشناخته ناکاموتو باعث نگرانی‌هایی می‌شود. از جمله، برداشت نادرست از متن‌بازبودن بیت‌کوین بر می‌گردد. این که هر توسعه‌دهنده‌ای می‌تواند کد آن را بازبینی کرده یا تغییراتی در آن ایجاد کرده یا نرم‌افزار بیت‌کوین مخصوص خود را بسازد. امنیت، از ویژگی‌های مهم نرم‌افزار متن باز است.

## روش‌های به‌دست آوردن بیت‌کوین
- بیت‌کوین‌ها عموماً از راه فعالیت‌های استخراج که همان فرایند پردازش تراکنش‌های بیت‌کوین است، به‌دست می‌آیند. این روش مستلزم در اختیار داشتن رایانه‌ها و سخت‌افزارهای قدرتمندی است.
- خرید بیت‌کوین از صرافی‌های رمزارز است.
- برخی از وب سایت‌های بخت‌آزمایی، به کاربران خود بیت‌کوین می‌دهند.
- همچنین بعضی از سایت‌ها در عوض دیدن تبلیغات یا انجام یک سری کارهای مشخص به کاربران خود مقدار بسیار کمی بیت‌کوین می‌دهند.
- می‌توان با پذیرفتن بیت‌کوین به عنوان وجه پرداختی در برابر کالا یا خدمات، بیت‌کوین به دست آورد.

## اقتصاد

### کاربرد همگانی
بر اساس پژوهش‌های دانشگاه کمبریج، در سال ۲۰۱۷ میان ۲٫۹ میلیون و ۵٫۸ میلیون کاربر منحصر به فرد که بسیاری از آن‌ها از بیت‌کوین استفاده می‌کنند یک کیف پول رمز نگاری شده دارند. شمار کاربران بیت‌کوین به‌طور قابل توجهی از سال ۲۰۱۳، از سه هزار نفر به بیش از یک میلیون رشد کرده‌است. طبق تحقیقاتدر سال‌های ۲۰۱۹ و ۲۰۲۰ حدود ۶۰ درصد از توریست‌هایی که به کشورهای آسیایی سفر کرده‌اند، درخواست پرداخت هزینه سفر خود با رمزارزها را داشتند. در این بین حدود ۱۵ درصد از افراد در طول سفر خود حداقل یکبار از بیت‌کوین برای پرداخت هزینه‌های خود استفاده کرده‌اند.
رئیس‌جمهور السالوادور اعلام کرده که پس از پذیرش بیت‌کوین به عنوان ارز رایج کشورش، میزان کل توریست‌ها در یک سال گذشته اش حدود ۳۰ درصد افزایش یافته‌است. طبق آمار به دست آمده، افرادی که از طریق ارز دیجیتال اقدام به پرداخت هزینه‌ها در طول سفر خود کرده‌اند، حدوداً ۲۰ درصد بیشتر نسبت به توریست‌های دیگر هزینه کرده‌اند.

### پذیرش توسط بازرگانان
در سال ۲۰۱۵، شمار بازرگانانی که بیت‌کوین را پذیرفته‌اند به بیش از صدهزار نفر رسید. کارمزد کارت‌های اعتباری میان دو تا سه درصد و کارمزد بیت‌کوین میان صفر تا دو درصد است.
در اواخر سال ۲۰۱۳ دانشگاه نیکوزیا به عنوان نخستین دانشگاه، بیت‌کوین را پذیرفت و شروع به ارائه یک برنامه تحصیلی در مطالعه ارز رمزها کرد.

### ارائه‌دهندگان خدمات پرداخت
بازرگانان پذیرنده بیت‌کوین، از خدمات پرداخت ارائه‌دهندگان بیت‌کوین مانند BitPay یا کوین بیس استفاده می‌کنند. هنگامی که یک مشتری در بیت‌کوین پرداخت می‌کند، ارائه‌دهنده سرویس، بیت‌کوین را از طرف فروشنده می‌پذیرد، به‌طور مستقیم آن را تبدیل، و مقدار به دست آمده را با کارمزدی کمتر از یک درصد به حساب بانکی فروشنده می‌فرستد.

### موسسات مالی
شرکت‌های بیت‌کوین همواره با بازکردن حساب در بانک‌های سنتی، مشکل داشته‌اند. در سال ۲۰۱۴ بانک اچ‌اس‌بی‌سی سرویس دهی به صندوق‌های تأمینی با لینک به بیت‌کوین را رد کرد. در همین سال، بانک مرکزی استرالیا حساب‌های وابسته به کسب و کار با بیت‌کوین را بست. با این حال، بانک‌های استرالیا فناوری بلاک‌چِین که اساس آن بیت‌کوین است را پذیرفته‌اند. در گزارشی در سال ۲۰۱۳، بانک مرکزی آمریکا (فدرال رزرو) بیت‌کوین را به عنوان ابزار عمده پرداخت برای تجارت الکترونیک و یک رقیب جدی برای ارائه دهندگان انتقال پول سنتی پذیرفت." در ماه ژوئن سال ۲۰۱۴، نخستین بانک که بدون کارمزد، سپرده‌ها را تبدیل به بیت‌کوین می‌کند، در بوستون باز شد.

### به‌عنوان سرمایه‌گذاری
بسیاری از مردم جهان، برای حفظ ارزش دارایی خود، بیت‌کوین می‌خرند یا از آن برای سرمایه‌گذاری استفاده می‌کنند. در ماه ژوئیه سال ۲۰۱۴ نخستین صندوق بیت‌کوین در نیوجرسی تنظیم و توسط کمیسیون خدمات مالی نیوجرسی تأیید شد. در سال ۲۰۱۳ و ۲۰۱۴، بانک مرکزی اروپا و سازمان تنظیم مقررات صنعت مالی هشدار دادند که سرمایه‌گذاری در بیت‌کوین ریسک است. فوربز بیت‌کوین را بهترین سرمایه‌گذاری سال ۲۰۱۳ نام‌گذاری کرد. در سال ۲۰۱۴، بلومبرگ بیت‌کوین را یکی از بدترین سرمایه‌گذاری‌های سال نامید با این حال در سال ۲۰۱۵، بیت‌کوین در صدر جدول ارز بلومبرگ قرار گرفت. به گزارش بلومبرگ، در سال ۲۰۱۳ حدود ۲۵۰ کیف پول بیت‌کوین با بیش از یک میلیون دلار بیت‌کوین وجود داشت. شمار میلیونرهای بیت‌کوین نامشخص است زیرا هر فرد می‌تواند بیش از یک کیف پول داشته باشد.

## مشکلات

### فناوری قدیمی
از مهم‌ترین مشکلات امروزه بیت‌کوین می‌توان به مشکل مقیاس‌پذیری آن اشاره کرد. این مشکلات باعث شده تا گروه‌هایی با ایجاد هارد فورک مانند بیت‌کوین کش و بیت‌کوین گلد سعی در جبران این عقب ماندگی و حتی تلاش برای جایگزین کردن بیت‌کوین داشته باشند. از جمله این مشکلات می‌توان به طولانی بودن مدت زمان تأیید تراکنش‌ها (۱۰ دقیقه) و کارمزدهای (Fee) بعضاً گران و گاهی ترسناک بیت‌کوین اشاره کرد.

### مصرف انرژی بالا
مصرف بالای انرژی توسط شبکه‌ی بیت‌کوین همواره یکی از موارد انتقاد به بیت‌کوین بوده‌است. بر اساس گزارش نشریه دیجی‌کونومیست، میزان تخمینی برق مصرف شده در جهان توسط شبکه‌ی بیت‌کوین برابر با ۳۰/۱۴ تراوات ساعت، برابر با میانگین برق مصرفی ایرلند است.
در سال ۲۰۲۱ ایلان ماسک صاحب کمپانی تسلا اعلام کرد: پس از ماه‌ها مقاومت به دلیل هزینه بالای زیست‌محیطی تولید رمزارز، برنامه‌های پذیرش بیت‌کوین را به عنوان پرداخت برای وسایل نقلیه الکتریکی این شرکت کنار می‌گذارد.

### گرمایش زمین
با توجه به اینکه بیت‌کوین با مصرف میزان بسیار بالای نیروی برق تولیدشده و دستگاه‌های استخراج میزان بسیار بالایی گرما تولید می‌کنند؛ پیش‌بینی شده‌است که تا سال ۲۰۲۳ میلادی دمای زمین را ۲ درجه گرمتر کند شایان ذکر است در این پژوهش و تحلیل میزان گرمای تولید شده توسط ژنراتورهای مولد برق که بیشتر با سوزاندن سوخت‌های فسیلی انرژی تولید می‌کنند، لحاظ نشده‌است.

## در ایران

### بانک مرکزی
در اردیبهشت ۱۳۹۷ بانک مرکزی جمهوری اسلامی ایران اعلام کرد که به‌کارگیری بیت‌کوین و ارزهای مجازی دیگر در همه مراکز پولی و مالی ممنوع است.

### معاملات ارز دیجیتال در ایران
فعالیت کاربران ایرانی در صرافی‌های بین‌المللی به علت اعمال تحریم، به شدت محدود و دارایی برخی در این بسترها مسدود شده‌است. با این وجود کاربران ایرانی از سال ۲۰۱۸ میلادی ۸ میلیارد دلار تراکنش ارز دیجیتال با بایننس داشته‌اند. ۷٫۸میلیارد دلار از این مبلغ، از طریق صرافی ایرانی نوبیتکس مبادله شده‌است.

### دور زدن تحریم‌ها
مطابق گزارش نیویورک تایمز، جمهوری اسلامی ایران در پی گسترش استخراج بیت‌کوین برای دورزدن تحریم‌های مالی ایالات متحده آمریکا علیه خود بوده‌است. از آنجایی که رهگیری تراکنش‌ها در این رمزارز کار آسانی نیست تراکنش‌های بین‌المللی - مالی جمهوری اسلامی راحت تر در این بستر اتفاق می‌افتد. همچنین تصاویری از یک مرکز استخراج بیت‌کوین در تهران منتشر شد که ظاهراً توسط یک سرمایه‌گذار جوان اروپایی تأسیس شده‌است. مطابق گزارش‌ها بسیاری از سرمایه‌گذاران این ارز در روسیه، اروپا و آسیا تصمیمات احتمالی‌ای را برای انتقال استخراج این ارز به ایران را در دستور کار داشتند. از دلایل عمده این مسئله ارزانی قیمت برق در ایران ارزیابی شده بود. هر کیلووات ساعت برق در ایران شِش دهم یک سنت – هر دلار آمریکا ۱۰۰ سنت - (تا بهمن ماه ۱۳۹۷) در حالی که قیمت همین میزان برق در ایالات متحده آمریکا ۱۲ سنت و در کشوری مثل آلمان ۳۵ سنت بوده.

### دیدگاه شرعی
سید علی خامنه‌ای حکم شرعی تولید و خرید و فروش رمزارز را تابع قوانین و مقررات نظام جمهوری اسلامی ایران می‌داند. لطف‌الله صافی گلپایگانی، حسین نوری همدانی و حسین وحید خراسانی که همگی جزو مراجع تقلید سنتی حوزه هستند، معامله رمزارز را دارای اشکال شرعی می‌دانند. سید موسی شبیری زنجانی از مراجع تقلید شیعیان نیز استفاده از بیت‌کوین را به مفسده اقتصادی نداشتن و خلاف قانون نبودن، مشروط کرده‌است.